# Gomphandra crassipes
Gomphandra crassipes là một loài thực vật có hoa trong họ Stemonuraceae. Loài này được Mast. mô tả khoa học đầu tiên năm 1875.